# Walter Tomsen
Walter Tomsen (n. 4 martie 1912, Kiev, gubernia Kiev⁠(d), Imperiul Rus – d. 30 decembrie 2000, Southbury⁠(d), Connecticut, SUA) a fost un trăgător de tir ce a reprezentat Statele Unite ale Americii, medaliat olimpic. A participat la o ediție a Jocurilor Olimpice (1948) în care a câștigat o medalie de argint.

## Participări
Lista de mai jos prezintă principalele competiții la care a participat Walter Tomsen de-a lungul carierei.
- shooting at the 1948 Summer Olympics – men's 50 metre rifle[*]